# Spintharus leonardodicaprioi
Spintharus leonardodicaprioi — вид павуків-тенетників (Theridiidae). Типове місце — Домініканська Республіка. Вид названо на честь актора та еколога Леонардо Ді Капріо. Відрізняється від інших Spintharus унікальним мтДНК.